# 绕阳河站
绕阳河站是一个沈山线上的铁路车站，位于辽宁省黑山县绕阳河镇，建于1901年，目前为四等站，邮政编码为121409。目前客运：办理旅客乘降；行李、包裹托运；货运：办理整车货物发到。